# Blendo Games
Blendo Games est un studio américain indépendante de développement de jeux vidéo basée à Culver City, en Californie. Fondée par Brendon Chung en 2010, elle est principalement le fruit d'une initiative personnelle. Blendo Games s'est fait connaître avec Gravity Bone et Flotilla. Atom Zombie Smasher, qui a suivi, a été salué par la critique. Le studio a également sorti plusieurs autres jeux dans différents genres.

## Histoire

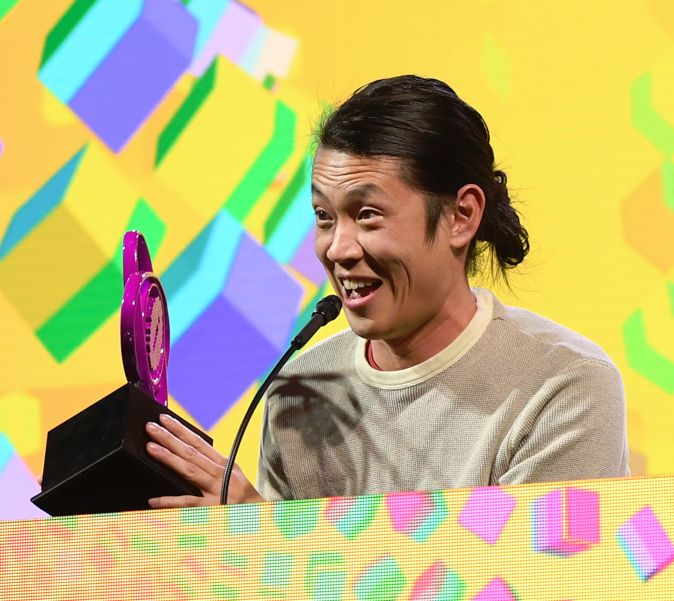
Brendon Chung aux Game Developers Choice Awards 2017

Chung a fait de la programmation amateur, notamment du modding pour des jeux comme Quake 2 et Half-Life, pendant une dizaine d'années avant d'être embauché comme designer chez Pandemic Studios. y a travaillé sur Le Seigneur des anneaux : L'Âge des conquêtes et Full Spectrum Warrior: Ten Hammers, tout en continuant à travailler sur des projets personnels, notamment une série épisodique de Citizen Abel, qui s'inspirait des mécanismes traditionnels des jeux de tir à la première personne. Chung considère que son premier jeu officiellement sorti est le jeu d'espionnage Gravity Bone, sorti en 2008. En novembre 2009, Electronic Arts ferme Pandemic Studios et Chung se lance dans le développement de Flotilla, un jeu de combat spatial inspiré d'un projet personnel abandonné sur lequel il avait travaillé auparavant. Flotilla est sorti en 2010.
Plus tard la même année, Blendo Games a sorti Air Forte, un jeu ludo-éducatif dans lequel le joueur indique ses connaissances en mathématiques, en géographie et en vocabulaire en pilotant un avion en réponse à des invites,,. En 2011, Chung a sorti le jeu de stratégie en temps réel Atom Zombie Smasher, qui a reçu des éloges de la part de plusieurs médias et a été présenté à la Penny Arcade Expo 2011, tout en faisant partie de la 3e campagne caritative Humble Indie Bundle,,,.
Une suite de Gravity Bone, Thirty Flights of Loving, a été développée pour soutenir un projet Kickstarter pour le podcast Idle Thumbs, et est sortie en 2012. Après Thirty Flights of Loving, Chung a commencé ce qui allait devenir plus de quatre ans de développement sur Quadrilateral Cowboy, sorti en 2016. Flotilla 2, une suite en réalité virtuelle de Flotilla, est sortie en août 2018. En octobre 2018, un nouveau projet intitulé Skin Deep a été révélé comme étant en développement chez Blendo Games bien qu'aucune date de sortie n'ait encore été annoncée. Blendo Games a ensuite annoncé en avril 2021 que Skin Deep serait publié par Annapurna Interactive.
Blendo Games reste un studio unipersonnel, même si, selon un article de Gamasutra paru en 2016, Chung travaille parfois dans un espace de travail partagé appelé Glitch City. a également collaboré directement avec plusieurs personnes sur plusieurs projets. La musique de Thirty Flights of Loving a été composée par Chris Remo, et la conception de Quadrilateral Cowboy est le fruit d'une collaboration entre Chung et Tynan Wales. Les portages Mac et Linux de Quadrilateral Cowboy ont été réalisés par Aaron Melcher, et le livre d'art du jeu a été adapté sur ces mêmes plateformes par Ethan Lee. Chung a également indiqué bénéficier de l'aide de ses proches pour les tests de jeu.
Le premier jeu est une modification de Doom II: Hell on Earth . Dans une interview, Chung a déclaré que ses inspirations pour le premier jeu incluaient la Doom Bible et Marathon de Bungie,.
Chung a indiqué que le deuxième jeu était un projet d'étude indépendant développé alors qu'il était à l'université. Il se concentre sur un pilote de vaisseau spatial sans nom et présente une intrigue décousue. Plusieurs personnages sont représentés, dont un crâne parlant et une femme non identifiée. Le crâne mentionne une personne nommée Hannah, mais lorsqu'un journaliste a suggéré que la femme non identifiée était Hannah, Chung a répondu : « Ce n'est pas Hanna. On ne rencontre jamais Hanna. »,

## Jeux
| Année | Titre                    | Plateforme(s)                      | Éditeur               |
| ----- | ------------------------ | ---------------------------------- | --------------------- |
| 2008  | Gravity Bone             | Windows                            | Blendo Games          |
| 2010  | Flotilla                 | Xbox 360, Windows                  | Blendo Games          |
| 2010  | Air Forte                | Xbox 360, Windows, Linux, macOS    | Blendo Games          |
| 2011  | Atom Zombie Smasher      | Windows, Linux, macOS              | Blendo Games          |
| 2012  | Thirty Flights of Loving | Windows, Linux, macOS              | Blendo Games          |
| 2016  | Quadrilatère Cowboy      | Windows, Linux, macOS              | Blendo Games          |
| 2018  | Flotilla 2               | Windows ( HTC Vive / Oculus Rift ) | Blendo Games          |
| 2025  | Skin Deep                | Windows                            | Annapurna Interactive |